# Solidaridad, Oaxaca
Solidaridad är en ort i Mexiko.   Den ligger i kommunen Oaxaca de Juárez och delstaten Oaxaca, i den sydöstra delen av landet, 400 km sydost om huvudstaden Mexico City. Solidaridad ligger 1 678 meter över havet och antalet invånare är 115.
Terrängen runt Solidaridad är varierad. Runt Solidaridad är det tätbefolkat, med 881 invånare per kvadratkilometer. Närmaste större samhälle är Oaxaca de Juárez, 4,8 km söder om Solidaridad. Omgivningarna runt Solidaridad är en mosaik av jordbruksmark och naturlig växtlighet.